# Raducz (gromada)
Raducz – dawna gromada, czyli najmniejsza jednostka podziału terytorialnego Polskiej Rzeczypospolitej Ludowej w latach 1954–1972.
Gromady, z gromadzkimi radami narodowymi (GRN) jako organami władzy najniższego stopnia na wsi, funkcjonowały od reformy reorganizującej administrację wiejską przeprowadzonej jesienią 1954 do momentu ich zniesienia z dniem 1 stycznia 1973, tym samym wypierając organizację gminną w latach 1954–1972.
Gromadę Raducz siedzibą GRN w Raduczu utworzono – jako jedną z 8759 gromad na obszarze Polski – w powiecie skierniewickim w woj. łódzkim, na mocy uchwały nr 39/54 WRN w Łodzi z dnia 4 października 1954. W skład jednostki weszły obszary dotychczasowych gromad Nowy Dwór, Dzwonkowice i Psary oraz kolonia Marianka BC z dotychczasowej gromady Marianka ze zniesionej gminy Kawenczyn Nowy w powiecie skierniewickim oraz obszar dotychczasowej gromady Raducz (z wyłączeniem obszarów P.G.R.) ze zniesionej gminy Marianów w powiecie rawskim. Dla gromady ustalono 11 członków gromadzkiej rady narodowej.
14 listopada 1957 z gromady Raducz wyłączono wieś Marianka IC włączając ją do gromady Kawenczyn Nowy w tymże powiecie.
Gromadę zniesiono 1 stycznia 1959, a jej obszar włączono do gromad Kawenczyn Nowy (wieś Raducz oraz wieś, parcelacja i PGR Nowy Dwór) i Jeruzal (wieś Dzwonkowice i wieś Psary Dzwonkowickie) w tymże powiecie.